# Prairie View (Teksas)
Prairie View je grad u američkoj saveznoj državi Teksas. Prema popisu stanovništva iz 2010. u njemu je živjelo 5.576 stanovnika.